# SuperTuxKart

Logo del gioco

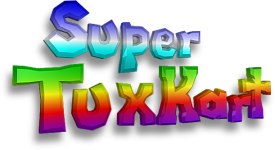
Il vecchio logo di SuperTuxKart, utilizzato fino alla versione 0.6.

SuperTuxKart è un videogioco, un simulatore di guida, open source e multipiattaforma. È un software libero, programmato principalmente per sistemi operativi basati sul kernel Linux, ma disponibile anche per Microsoft Windows, macOS e Android.
Il gioco si ispira alle meccaniche di gioco di Mario Kart, un prodotto commerciale sviluppato da Nintendo.

## Storia
Tra aprile 2000 e marzo 2004, il programmatore Steve Baker e suo figlio Oliver crearono un semplice videogioco di corsa intitolato TuxKart, incentrato sulla figura del pinguino Tux, simbolo e mascotte del sistema operativo Linux.
In seguito, il progetto TuxKart fu decretato come «Gioco del mese» dal sito Linux Game Tome. Questo portò numerosi programmatori a collaborare, causando però un disaccordo generale.
Il gioco, che soffriva di numerosi errori di programmazione, fu abbandonato fino al 2006, quando Joerg Henrichs decise di riprenderne lo sviluppo. Il gioco fu rinominato SuperTuxKart.
La versione per Android venne annunciata il 28 ottobre 2017, mentre quella per Nintendo Switch il 31 agosto 2021.

## Modalità di gioco
In SuperTuxKart vi sono due principali modalità: la prima è a giocatore singolo, mentre la seconda è multiplayer.
In entrambe è possibile gareggiare liberamente in una gara singola (su un percorso a scelta) o in un Gran Premio (su quattro percorsi scelti dal computer). Vi è poi una modalità «Segui il primo» (in inglese, «Follow the leader»), sbloccabile vincendo i Gran Premi, che consiste nel gareggiare evitando di raggiungere la prima posizione: allo scadere del tempo, il giocatore in testa perderà e sarà escluso dalla gara.
SuperTuxKart offre ventuno circuiti, tutti basati su uno specifico tema, e venti kart differenti. Dal gioco è poi possibile scaricare varie aggiunte contenenti percorsi e kart aggiuntivi, tratti dalle versioni precedenti del gioco o dalla versione successiva ancora in fase di sviluppo.
Lungo i percorsi appaiono dei pacchi-regalo azzurri che, se catturati, offrono un bonus come ad esempio una maggior accelerazione,un dolcino che fa esplodere l'avversario tuo vicino, un paracadute per rallentare i tuoi compagni, una spatola per schiacciare i tuoi avversari e rallentarli, una palla da basket che fa esplodere direttamente il primo nella gara oppure una palla da bowling che può essere tirata contro i veicoli avversari. Possono anche essere raccolte le taniche di «nitro», che permettono di incrementare notevolmente la velocità del proprio kart per un tempo limitato e le banane che però ti danno uno svantaggio nella gara. In SuperTuxKart sono molto importanti le derapate, che rispetto al tempo per il quale si allungano, danno una maggiore accelerata.

### Multiplayer
Il multiplayer locale a schermo diviso permette di sfidare fino a quattro giocatori sullo stesso computer.
Solo se si è in almeno due giocatori è possibile utilizzare la modalità «Battaglia», nella quale vince chi riesce a colpire più volte i nemici con gli oggetti che possono essere raccolti sul percorso. In questo tipo di gara non si utilizzano i normali circuiti, ma una delle due arene create appositamente.
Il multiplayer on-line è stato inserito ufficialmente nel gioco nella versione 1.0, e implementa la possibilità di chat online e di avere una lista di amici. 

## Sviluppo
La versione 0.3 del gioco fu distribuita nel maggio 2007 ed includeva una lista dei tempi migliori, un nuovo percorso e il supporto a Mac OS X; la successiva 0.4, uscita a febbraio 2008, migliorò la qualità di alcuni percorsi e la 0.5, di maggio dello stesso anno, incluse invece molte migliorie tra cui nuovi tracciati, sfide da sbloccare e la localizzazione e traduzione in varie lingue.
La versione 0.6, uscita a gennaio 2009, aggiunge nuovi percorsi e personaggi, nuovi bonus, la «nitro», la derapata, nuove musiche di sottofondo e le arene di battaglia.
Il miglioramento di SuperTuxKart è aperto a tutti; è infatti possibile creare nuovi percorsi e nuovi corridori utilizzando programmi di modellazione 3D come Blender.
Sebbene il gioco sia pubblicato con licenza GNU General Public License, i suoi creatori stanno cercando di migrarlo interamente verso una licenza Creative Commons; tutti i nuovi contributi, quindi, sono regolamentati da quest'ultimo tipo di licenza. I contenuti ereditati dall'originario TuxKart (che comunque stanno lentamente scomparendo ad ogni nuova versione di SuperTuxKart) non possono essere tuttavia convertiti per volere di Steve Baker.
La versione 0.7, uscita a dicembre 2010, porta significativi miglioramenti, e il passaggio al motore grafico Irrlicht Engine. La versione 0.8, uscita a dicembre 2012, porta diverse migliorie generali, tra cui l'aggiunta della modalità Storia. La versione 0.9, uscita nell'aprile del 2015, porta miglioramenti generali e l'introduzione di un nuovo motore grafico denominato "antarctica".
La versione 0.9.3, fu distribuita il 20 novembre 2017. Da questa versione è stata aggiunta la modalità Battaglia a 3 spari e la modalità Replay fantasma.
La versione 0.10 (che si può considerare una versione beta della versione 1.0) è stata rilasciata il 6 aprile 2019, con al suo interno nuovi tracciati e la modalità multiplayer online con altri giocatori (in rete locale o globale). Da questa versione è anche stata aggiunta una classifica mondiale, in cui si avanza vincendo le gare multiplayer in rete.
La versione 1.0 del gioco è stata rilasciata il 20 aprile 2019. Essa è molto simile alla versione 0.10, ma si differenzia per qualche particolare grafico.
La versione 1.1 è stata rilasciata il 5 gennaio 2020 e aggiunge, tra gli altri miglioramenti:
- supporto completo alle Emoji;
- una nuova Arena: Pumpkin Park;
- la modalità speedrun.